# سیوداد اوجدا
سیوداد اوجدا (به اسپانیایی: Ciudad Ojeda) یک شهر در ونزوئلا است که در Lagunillas واقع شده‌است. سیوداد اوجدا ۹۷۵ کیلومتر مربع مساحت و ۱۲۸٬۹۴۱ نفر جمعیت دارد و ۵ متر بالاتر از سطح دریا واقع شده‌است.